# El Oso, Ávila
El Oso là một đô thị trong tỉnh Ávila, Castile và León, Tây Ban Nha.